# Pignone (torrente)
Il Pignone è un torrente che scorre nella provincia della Spezia, affluente di destra del Vara.

## Percorso
Il torrente nasce dalla confluenza di alcuni rami sorgentizi che scendono dallo spartiacque ligure/padano tra i monti Crocettola, Soviore e Malpertuso. Il torrente si dirige poi verso nord-est e, superato l'abitato di Pignone, raccoglie da sinistra le acque del suo principale affluente, il rio (o torrente) di Casale, considerato almeno in passato uno dei rami sorgentizi del Pignone. Percorsi ancora alcuni km caratterizzati da vari meandri si getta infine come affluente di destra nel fiume Vara a 78 metri di quota, in località Fontana del Papa, al confine tra i comuni di Pignone e Beverino.

### Principali affluenti
- Sinistra idrografica:
  - canale Albareto,
  - torrente Casale,
  - canale Chiappa.
- Destra idrografica:
  - fossi di Giacca,
  - valle Cravadora,
  - fosso del Trazzo.

## Regime idrologico

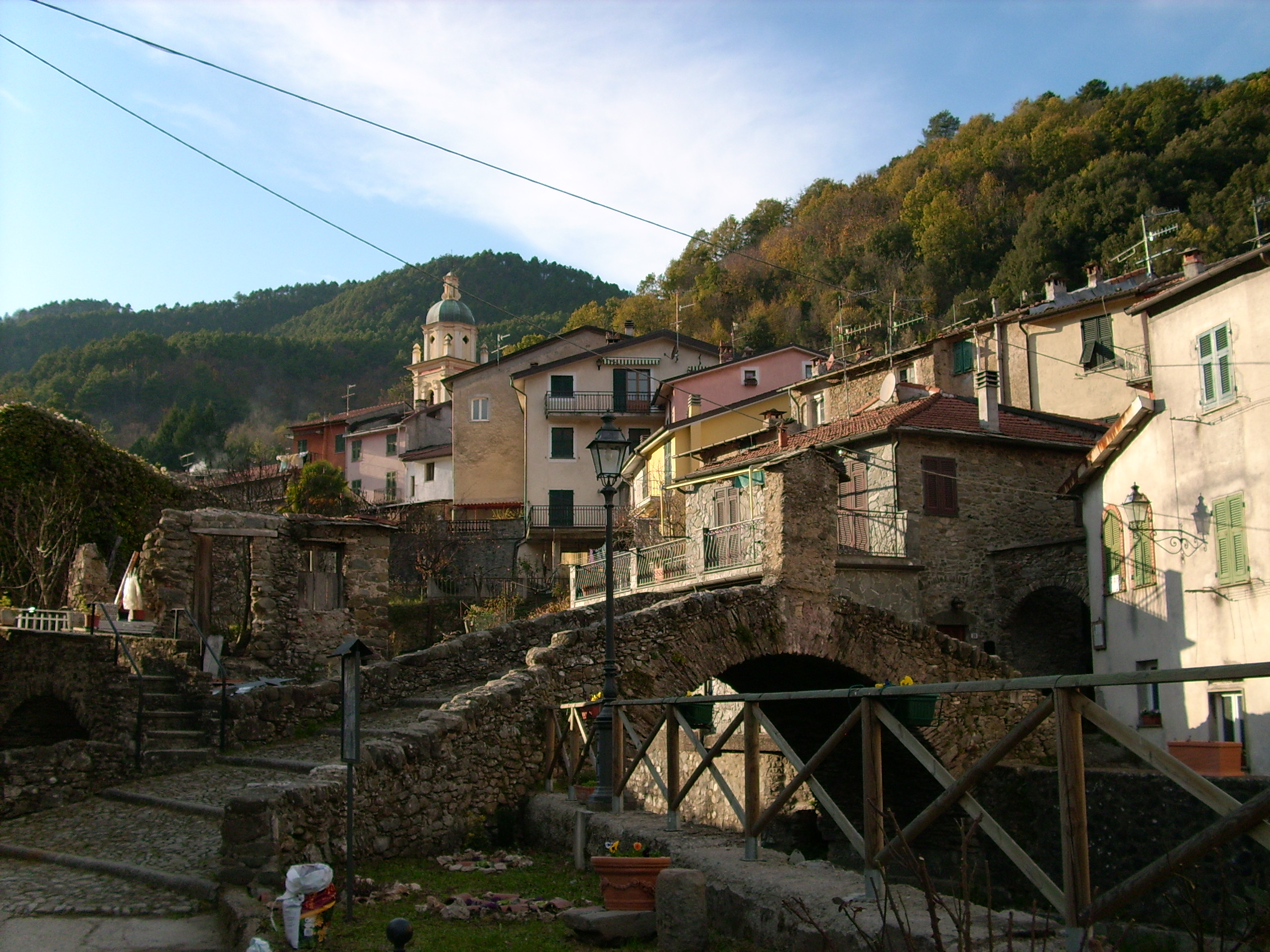
L'antico ponte di Pignone nel 2007

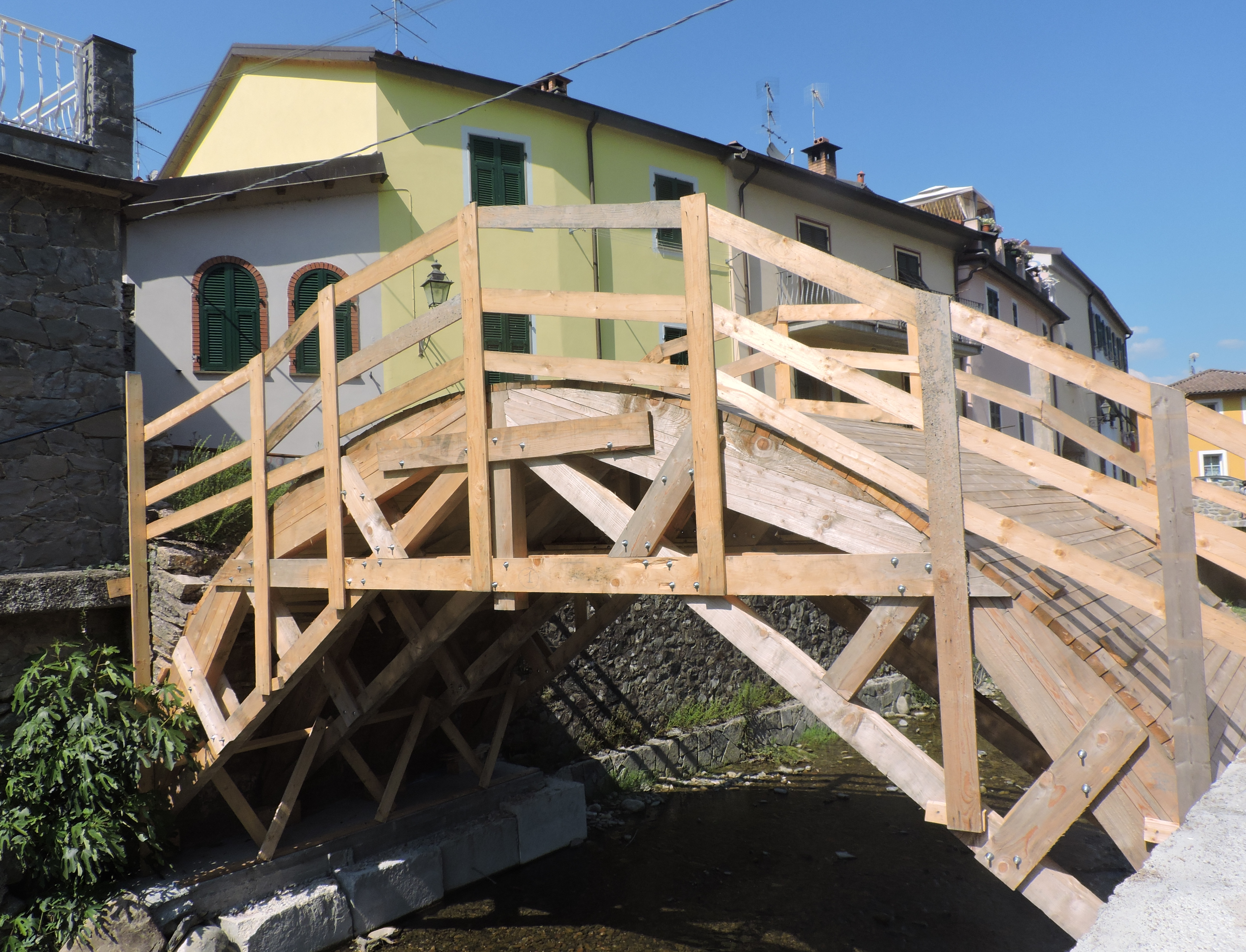
La ricostruzione (giugno 2018)

Il torrente Pignone e il rio di Casale possono aumentare di molto la loro portata ed esondare causando gravi danni ai territori che attraversano, come ad esempio l'evento di piena del 25 ottobre 2011, che travolse e distrusse anche alcuni ponti di antica costruzione. I lavori per la ricostruzione di quello di Pignone sono stati svolti nel 2018.